# Sternidius mimeticus
Sternidius mimeticus är en skalbaggsart som först beskrevs av Thomas Casey 1891.  Sternidius mimeticus ingår i släktet Sternidius och familjen långhorningar. Inga underarter finns listade i Catalogue of Life.